# Auswertungsangriff
Der Auswertungsangriff ist in der Kriminalistik der zweite Teil des Ersten Angriffes. Er schließt sich nach der Tatortübergabe (überwiegend durch Kräfte der Schutzpolizei) dem Sicherungsangriff an. Es beschreibt die Tätigkeit der Sachbearbeiter der Kriminal- oder Schutzpolizei, die mit der Auswertungsarbeit befasst sind. Ziel ist die Erforschung aller Tatsachen und Indizien eines Ereignisses, zum Beispiel eines Unglückes oder einer Straftat.
Typische Tätigkeiten sind: Spurensicherung, Einholung von Gutachten, Ermittlungen aller Art (zum Beispiel Umfeld, Telefonüberwachung, Ortungen, Vergangenheit des Tatverdächtigen), Tatrekonstruktion, Ortsbegehung, Einvernahme von Zeugen und Auskunftspersonen, Sofortfahndung, Täterfestnahme, Sicherstellung von Gegenständen, Fahrzeugen und Gebäuden, Auswertung von Dateien und Akten (zum Beispiel KAN) usw.

## Dokumentation
Ein Tatort ist möglichst genau und lückenlos zu dokumentieren, um ein möglichst realitätsgetreues Abbild des Tatortes für die Ermittlungsakte und das spätere Verfahren zu erhalten. Dazu sind die objektiven Gegebenheiten und alle durchgeführten und beabsichtigten Maßnahmen, Methoden, Abläufen, sowie das am Tatort eingesetzte Personal und Material, in bildlichen Dokumentationen (Videografie und Fotografie), schriftlichen Beschreibungen (Berichte und Vermerke) und der Vermessung mithilfe technischer Mittel festzuhalten. Die Dokumentation des Spurenaufkommens zur Beweissicherung und aller relevanten Informationen an einem Tatort sind eine zeitkritische Aufgaben und stellen höchste Anforderungen an das polizeiliche Tatortpersonal hinsichtlich der vollständigen Erfassung aller Spuren, Asservate und Zusammenhänge.
Der Auswertungsangriff als zweite Phase des Ersten Angriffs hat zum Ziel, den subjektiven und objektiven Tatbefund zu erheben. Zum objektiver Befund zählen die Dokumentation und Beschreibung des Tatortes, die Suche und Sicherung von Spuren und die Sicherstellung von Beweismitteln. Zum subjektiven Befund gehören die Ermittlung und Vernehmung von Zeugen, Ergänzung von Fahndungshinweisen auf Tatverdächtige, Fertigung von Spurensicherungs- und Tatortbefundberichten.
Ermittlungsberichte stellen die inhaltlichen, sachlichen, territorialen und zeitlichen Umstände der Ermittlungen dar, in Emittlungsfilmen werden neben den objektiven Umständen der Tat- und Ereignisorte die Kontinuität, Systematik und Folgerichtigkeit der Ermittlungsarbeiten dokumentiert, Ermittlungsprotokolle sind chronologisch oder nach sachlichen Komplexen geordnete Darstellungen der durchführten Ermittlungshandlungen.

## Bewertung des  Auswertungsangriff
In allen Phasen des Auswertungsangriffs werden durch die eingesetzten Kräfte laufende Auswertungen des objektiven und subjektiven Tatortbefunds gedankliche Tatrekonstruktionen erstellt, um sich in die Täter und deren Handeln vor Ort hineinzuversetzen und erste Tathypothesen aufzustellen. Diese Erkenntnisse finden bei den weiteren Maßnahmen und Ermittlungen Berücksichtigung. Zur Erschließung des Tatgeschehens ist zur Festlegungen von weiteren Fahndungs- und Ermittlungsmaßnahmen, sowie zur Bestimmung spurenrelevanter Bereiche, festzustellen, welche Zu- und Abgangswege von den Tätern genutzt wurden, ferner ob und welche tatrelevanten oder irrelevanten Handlungen von Opfer und Täter durchgeführt wurden. Im Idealfall kann eine Zusammenfassung der Informationen zum Täter zu seiner Identifizierung, seinen körperlichen und geistigen Möglichkeiten, seiner Fluchtwege und u. U. seines Aufenthaltsortes, sowie der Bestimmung der genutzten Tatmittel und Tatwerkzeuge führen. Wesentlich ist die Beurteilung der Spurenlage mit einer Vorabklassifizierung von tatrelevanten und irrelevanten Spuren, um schon frühzeitig die Bereiche zur Spurensuche und -sicherung bestimmen zu können oder spezielles Fachpersonal und Führungs- und Einsatzmittel anzufordern.